# 24e division de réserve (Empire allemand)
Pour les articles homonymes, voir 24e division d'infanterie.
La 24e division de réserve, appelée aussi 2e division saxonne de réserve (24. Reserve-Division (2. Königlich Sächsische)) est une unité de l'armée saxonne créée au début de la Première Guerre mondiale. Au début du conflit, la 24e division de réserve fait partie de la IIIe armée allemande et participe aux premiers combats sur le front de l'Ouest. Lors de la guerre, la division est transférée en 1917 sur le front de l'Est et combat lors des dernières offensives russes. La 24e division de réserve combat sur le front de l'Ouest lors de l'opération Michäel et jusqu'à la fin du conflit.

## Composition

### À la mobilisation en 1914
- 47e brigade d'infanterie de réserve :

104e régiment d'infanterie de réserve, (Reserve-Infanterie-Regiment Nr. 104)
106e régiment d'infanterie de réserve, (Reserve-Infanterie-Regiment Nr. 106)
13e bataillon de réserve de Jäger, (Reserve-Jäger-Bataillon Nr. 13)
- 48e brigade d'infanterie de réserve :

107e régiment d'infanterie de réserve, (Reserve-Infanterie-Regiment Nr. 107)
133e régiment d'infanterie de réserve, (Reserve-Infanterie-Regiment Nr. 133)
- Régiment de uhlan de réserve saxon, (Sächsisches Reserve-Ulanen-Regiment)
- 24e régiment d'artillerie de campagne de réserve, (Reserve-Feld-Artillerie-Regiment Nr. 24)
- 1re et 2e compagnies du 12e bataillon de pionnier de réserve

### composition en 1918
- 48e brigade d'infanterie de réserve

104e régiment de grenadiers de réserve, (Reserve-Grenadier-Regiment Nr. 104)
107e régiment d'infanterie de réserve, (Reserve-Infanterie-Regiment Nr. 107)
133e régiment d'infanterie de réserve, (Reserve-Infanterie-Regiment Nr. 133)
50e groupement d'élite de mitrailleurs, (MG-Scharfschützen-Abteilung Nr. 50)
- 3e escadron du régiment de uhlan de réserve saxon, (Sächsisches Reserve-Ulanen-Regiment)
- 120e commandement d'artillerie (Artillerie-Kommandeur Nr. 120)

68e régiment d'artillerie de campagne, (6. Königlich Sächsisches Feldartillerie-Regiment Nr. 68)
1er bataillon du 1er régiment d'artillerie de campagne bavarois, (1. Königlich Bayerisches Feldartillerie-Regiment „Prinzregent Luitpold“)
- 324e bataillon de pionnier
- Divisions-Nachrichten-Kommandeur Nr. 424

## Historique
Lors du déclenchement de la Première Guerre mondiale, la 24e division de réserve forme avec la 23e division de réserve le 12e corps de réserve rattachée à la IIIe armée allemande de von Hausen.

### 1914
- 12 - 20 août : concentration au nord de Trêves et entrée en Belgique le 19 août.
- 23 - 24 août : bataille de Dinant.
- 24 - 31 août : la division est en soutien de la IIe armée allemande en action sur Namur, en se dirigeant vers Mettet et Philippeville, puis mouvement vers la Sormonne. Capture de Givet.
- 31 août - 5 septembre : franchissement de l'Aisne puis de la Marne.
- 6 - 10 septembre : bataille de la Marne, la division est engagée sur l'aile droite de la 9e armée française du général Foch à l'est des marais de Saint-Gond vers Sompuis à proximité de Mailly-le-Camp.
- 11 - 12 septembre : retraite par Mourmelon pour atteindre une ligne défensive Moronvilliers - Vaudesincourt à l'est de Reims.
- 12 septembre - 31 décembre : la division tient un secteur de front en Champagne.

20 - 31 décembre : attaques françaises sur Souain, Perthes-lès-Hurlus et Beauséjour lors de la première bataille de Champagne.

### 1915
- durant l'année 1915, la division est maintenue dans le secteur de Champagne.

1er - 5 et 16 - 19 février, attaque française dans la région Souain, Perthes-lès-Hurlus et Beauséjour.
20 février - 20 mars : reprise de la bataille de Champagne.
22 septembre - 3 novembre : seconde bataille de Champagne

### 1916
- 1er janvier - 10 juillet : secteur de Champagne. La division est relevée puis transférée dans le secteur de la Somme.
- 10 juillet - 16 septembre : bataille de la Somme, la division est positionnée entre Longueval et Hardecourt-aux-Bois. En septembre des éléments de la division combattent près de Martinpuich.
- 17 septembre - 15 novembre : la division est relevée. À partir du 21 septembre, elle tient un secteur au nord d'Arras de Liévin à Roclincourt.
- 16 - 26 novembre : bataille de la Somme, secteur au sud de Bapaume, Le Transloy - Gueudecourt.
- 27 novembre - 12 décembre : la division tient une partie du front dans le secteur de la Somme.
- 17 décembre 1916 - 30 mars 1917 : la division est relevée du front, transférée en Artois. Elle occupe un secteur à l'est d'Arras, puis dans les Flandres.

### 1917
- 30 mars - 16 avril : réserve de l'OHL pour la 4e armée allemande.
- 16 - 26 avril : occupation d'un secteur dans les Flandres.
- 26 avril - 2 mai : la division est relevée et transportée par V.F. sur le front de l'Est.
- 2 mai - 20 juillet : occupation d'un secteur entre la Narayivka, la Zolota Lypa et la Ceniowka.

29 juin - 3 juillet : combat lors de l'offensive russe d'été. Les Russes capturent plusieurs canons et quelques centaines d'hommes.
- 21 juillet - 2 août : contre-attaques allemandes en direction de la Zbroutch en Galicie orientale.
- 2 août - 23 octobre : occupation d'un secteur sur la Zbroutch.
- 24 octobre - 1er novembre : retrait du front et transport par V.F. sur le front de l'Ouest.
- 1er - 30 novembre : bataille de Passchendaele et occupation d'un secteur en Flandres.
- 30 novembre - 7 décembre : bataille de Cambrai.
- 8 décembre 1917 - 6 février 1918 : occupation d'un secteur Flesquières - Graincourt-lès-Havrincourt.

### 1918
- 6 - 28 février : relevée du front par la 27e division d'infanterie et repos dans la région d'Ivny.
- 28 février - 20 mars : déplacement de Cambrai en passant par Inchy pour atteindre Prouville.
- 21 mars - 6 avril : la division est engagée dans l'opération Michaël, elle atteint le 22 mars Boursies. Le lendemain, elle avance d'Hermies vers Ruyaulcourt. La division est relevée le soir du 23 mars, elle est en repos jusqu'au 6 avril.
- 6 - 19 avril : la division tient le secteur au nord de Hangard, elle est relevée par la 19e division d'infanterie. Fortes pertes dues aux tirs d'artillerie et aux mitrailleuses.
- 19 avril - 1er mai : repos.
- 1er mai - 15 juin : relève de la 1re division d'infanterie dans un secteur au sud de la Somme. À partir du 24 mai, le secteur de la division est déplacé au nord de la Somme. Elle est ensuite relevée.
- 15 juin - 24 juillet : repos et entrainement dans la région de Cambrai. Elle quitte Cambrai le 19 juillet pour le Tardenois.
- 24 juillet - 3 août : engagée à la Fère-en-Tardenois dans la bataille du Tardenois dans des combats défensifs, retrait jusqu'à la Vesle.
- 3 août - 4 septembre : combat sur la Vesle.
- 5 - 20 septembre : la division est en seconde ligne, avant de revenir au front dans la région du Pinon et défendre la ligne Sigfried.
- 20 - 27 septembre : combats défensifs sur la ligne Siegfried.
- 28 septembre - 8 octobre : retrait au nord de l'Ailette.
- 10 octobre - 4 novembre : combats sur la Hundingstellung, engagé pour des combats défensifs à Verneuil le 19 octobre, à Chalandry le 21 octobre, à Mortiers le 26 octobre, à Crécy-sur-Serre le 28 octobre.
- 5 - 11 novembre : retrait du front et transfert sur la ligne Anvers - Meuse en Belgique.
- 12 novembre : la division commence son retrait des zones occupées et se dirige vers l'Allemagne.

## Chefs de corps
| Grade           | Nom                          | Date                             |
| --------------- | ---------------------------- | -------------------------------- |
| Generalleutnant | Oskar von Ehrenthal (de)     | 2 août 1914 - 31 mars 1916       |
| Generalmajor    | Max Morgenstern-Döring (de)  | 1er avril 1916 - 29 janvier 1918 |
| Generalmajor    | Martin von Oldershausen (de) | 30 janvier - 2 novembre 1918     |